# Kinosternon creaseri
Espèce
Statut de conservation UICN

 LC  : Préoccupation mineure
Kinosternon creaseri est une espèce de tortues de la famille des Kinosternidae.

## Répartition
Cette espèce est endémique du Mexique. Elle se rencontre dans les États de Campeche, de Quintana Roo et de Yucatán.

## Étymologie
Cette espèce est nommée en l'honneur du docteur Edwin P. Creaser, qui a collecté les premiers spécimens décrits.

## Publication originale
- Hartweg, 1934 : Description of a new kinosternid from Yucatan. Occasional Papers of the Museum of Zoology, University of Michigan, no 277, p. 1-2 (texte intégral).